# Eichelsdörfer
Eichelsdörfer is een historisch motorfietsmerk.
De bedrijfsnaam was Motorradbau Willy & Josef Eichelsdörfer, Neurenberg.
Dit was een kleine Duitse fabriek van 198cc-motorfietsen met JAP-motoren. Ze werden geproduceerd van 1929 tot 1931.